# La Providencia, Acajete
La Providencia är en ort i Mexiko.   Den ligger i kommunen Acajete och delstaten Puebla, i den sydöstra delen av landet, 130 km öster om huvudstaden Mexico City. La Providencia ligger 2 543 meter över havet och antalet invånare är 182.
Terrängen runt La Providencia är huvudsakligen kuperad, men söderut är den platt. Runt La Providencia är det tätbefolkat, med 266 invånare per kvadratkilometer. Närmaste större samhälle är Amozoc de Mota, 16,0 km sydväst om La Providencia. Trakten runt La Providencia består till största delen av jordbruksmark.